# زیردریایی کاگنوت (کیو۷۶)
زیردریایی کاگنوت (کیو۷۶) (به انگلیسی: French submarine Cugnot (Q76)) یک زیردریایی بود که طول آن ۱۶۷ فوت ۴ اینچ (۵۱٫۰۰ متر) بود. این زیردریایی  در سال ۱۹۰۹ ساخته شد.